# Honorée Fanonne Jeffers
Honorée Fanonne Jeffers (Kokomo, 1967) è una scrittrice e poetessa statunitense.

## Biografia
Cresciuta a Durham e Atlanta, ha conseguito un B.A. al Talladega College e un Master of Fine Arts all'Università dell'Alabama.
Professoressa d'inglese all'Università dell'Oklahoma, nel 2000 ha pubblicato la sua prima raccolta di liriche, The Gospel of Barbecue e in seguito ha dato alle stampe altre 4 collezioni di poesie e un romanzo, I canti d'amore di Wood Place, storia di una famiglia afro-americana dalla guerra di secessione ai giorni d'oggi, accolto favorevolmente dalla critica.

## Opere

### Romanzi
- I canti d'amore di Wood Place (The Love Songs of W.E.B. Du Bois, 2021), Milano, Guanda, 2022 traduzione di Alba Bariffi ISBN 978-88-235-3083-6.

### Raccolte di poesie
- The Gospel of Barbecue (2000)
- Outlandish Blues (2003)
- Red Clay Suite (2007)
- The Glory Gets (2015)
- The Age of Phillis (2020)

## Premi e riconoscimenti
Harper Lee Award
- 2018[7]

National Book Critics Circle Award
- 2021 vincitrice nella categoria "Narrativa" con I canti d'amore di Wood Place[8]

NAACP Image Award
- 2021 vincitrice nella categoria "Miglior opera letteraria - Poesia" con The Age of Phillis[9]

Dayton Literary Peace Prize
- 2022 vincitrice nella categoria "Narrativa" con I canti d'amore di Wood Place[10]